# Morton Stadium
Morton Stadium – wielofunkcyjny obiekt sportowy w miejscowości Santry na północy Dublina w Irlandii. 
Został otwarty w 1958 roku. Stadion ma naturalną murawę oraz bieżnię. Maksymalna pojemność 4 000 miejsc, w tym 800 siedzących. Jest główną areną lekkoatletyczną w Irlandii. Na stadionie trenują się członkowie klubu lekkoatletycznego Clonliffe Harriers.
Stadion był areną domową klubów piłkarskich Shamrock Rovers F.C., Sporting Fingal, Drumcondra F.C. i Dublin City F.C.